# Vickers E.F.B.1
El Vickers E.F.B.1 'Destroyer' fue uno de los primeros prototipos de avión militar británico. Aunque no fue un éxito en sí mismo, se consideró que valía la pena desarrollar el diseño y se produjeron una serie de aviones similares en forma de prototipos, lo que finalmente condujo al Vickers F.B.5 "Gunbus", que fue ampliamente usado en servicio durante la Primera Guerra Mundial.

## Diseño
El Experimental Fighting Biplane No. 1 (biplano de combate experimental n.º 1, E.F.B.1) fue diseñado en respuesta a un requerimiento del Almirantazgo británico de un avión destinado a un papel ofensivo. Como tal, destacó por ser el primer avión británico diseñado específicamente para desarrollar una función militar. El 19 de noviembre de 1912, Vickers recibió un contrato por un prototipo experimental.
El avión resultante fue un biplano propulsor de dos vanos con alas decaladas y envergaduras desiguales, con el plano de cola montado sobre botalones por detrás de las alas y los dos tripulantes alojados en una góndola sobre el ala inferior, con el motor detrás de ellos. La disposición propulsora fue elegida para satisfacer el requisito de un arma que disparara hacia adelante, ya que en ese momento no se habían desarrollado mecanismos de sincronización de armas. En su estructura se hizo un amplio uso de metal, siendo los botalones de la cola y los largueros de las alas de acero, y la góndola, de tubos de acero con un revestimiento de chapa de duraluminio.
El control lateral se efectuaba mediante la deformación del ala y, para evitar la fatiga de la estructura causada por las cargas de deformación, el larguero trasero del ala se construyó en tres secciones, siendo las secciones exteriores articuladas a la sección central y las costillas del ala se roscaban de forma suelta sobre los largueros.
El armamento consistía en una única ametralladora Vickers-Maxim de 7,7 mm alimentada por cinta, montada en la parte delantera de la góndola, sobre un montaje flexible.
Se exhibió en la muestra Aero en el Olympia en febrero de 1913, pero se estrelló poco después, posiblemente en su primer vuelo. Sin embargo, el diseño se consideró lo suficientemente prometedor como para iniciar los trabajos en otro avión de diseño similar, el Vickers E.F.B.2, y esta línea de desarrollo finalmente conduciría al Vickers F.B.5 Gunbus.

## Especificaciones
Referencia datos: Mason

### Características generales
- Tripulación: Dos
- Longitud: 8,4 m (27,5 ft)
- Envergadura: 12 m (39,4 ft) (superior); 9,1 m (inferior)
- Peso vacío: 798 kg (1758,8 lb)
- Peso cargado: 1207 kg (2660,2 lb)
- Planta motriz: 1× motor lineal V8 refrigerado por aire y válvulas refrigeradas por agua Wolseley Type B.
  - Potencia: 60 kW (83 HP; 82 CV)
- Hélices: Vickers-Levasseur de cuatro pala de paso fijo propulsora

### Rendimiento
- Velocidad máxima operativa (Vno): 110 km/h (68 MPH; 59 kt) a nivel del mar
- Alcance: 4,5 h
- Régimen de ascenso: 2,3 m/s (453 ft/min)

### Armamento
- Ametralladoras: 

  - 1x Vickers-Maxim de 7,7 mm alimentada por cinta, en montaje flexible en el morro

## Aeronaves relacionadas

### Aeronaves similares
- Royal Aircraft Factory F.E.3
- Grahame-White Type VI

### Secuencias de designación
- Secuencia E.F.B./F.B._ (interna de Vickers): E.F.B.1 - E.F.B.2 - E.F.B.3 - E.F.B.4 →